# 21663 Banat
21663 Banat (1999 RM) là một tiểu hành tinh vành đai chính được phát hiện ngày 3 tháng 9 năm 1999 ở Starkenburg Observatory, Heppenheim.